# Bro socken, Uppland
Bro socken i Uppland ingick i Bro härad, ingår sedan 1971 i Upplands-Bro kommun i Stockholms län och motsvarar från 2016 Bro distrikt.
Socknens areal är 46,90 kvadratkilometer, varav 45,44 land.  År 2000 fanns här 6 508 invånare.  Godsen Brogård och Lejondal, tätorten Bro samt sockenkyrkan Bro kyrka ligger i socknen.  

## Administrativ historik
Bro socken ('in parrochia Bro') omtalas första gången i ett odaterat brev från 1100-talets slut där Fogdö kloster uppges äga jord i socknen. Kyrkan härstammar i sin äldsta del från 1100-talets slut.
Vid kommunreformen 1862 övergick socknens ansvar för de kyrkliga frågorna till Bro församling. För de borgerliga frågorna bildades en landskommun tillsammans med Låssa socken, Bro och Låssa landskommun. Den gemensamma landskommunen uppgick 1952 i Upplands-Bro landskommun som 1971 ombildades till Upplands-Bro kommun, då också området övergick från Uppsala län till Stockholms län. Församlingen utökades 2006 och 2010.
1 januari 2016 inrättades distriktet Bro, med samma omfattning som församlingen hade 1999/2000.
Socknen har tillhört län, fögderier, tingslag och domsagor enligt vad som beskrivs i artikeln Bro härad. De indelta soldaterna tillhörde Upplands regemente, Sigtuna kompani samt Livregementets dragonkår, Sigtuna skvadron.

## Geografi
Bro socken ligger väster om Stockholm med Mälaren (Brofjärden) i söder, Kalmarviken i nordväst och Lejondalssjön i nordost. Socknen består av slättbygd i söder och i dalar i väster och är i övrigt en skogsbygd.

## Fornlämningar
Från järnåldern finns flera gravfält. Här finns nio runstenar, bland annat den så kallade Assurstenen vid kyrkan.

## Namnet
Namnet skrevs 1311 Bro kommer från en bebyggelse vid dagens Brogård och avsåg ursprungligen en vägbank (bro) mellan byarna Husby och Härnavi.